# Avesnes-le-Sec
Avesnes-le-Sec ist eine französische Gemeinde mit 1.453 Einwohnern (Stand: 1. Januar 2022) im Département Nord in der Region Hauts-de-France. Sie gehört zum Arrondissement Valenciennes und zum Kanton Denain. Die Einwohner werden Avesnois(es) genannt.

## Geographie
Avesnes-le-Sec liegt etwa 15 Kilometer südwestlich von Valenciennes und 13 Kilometer nordöstlich von Cambrai. Umgeben wird Avesnes-le-Sec von den Nachbargemeinden Noyelles-sur-Selle im Norden, Haspres im Osten, Villers-en-Cauchies im Südosten und Süden, Iwuy im Süden und Westen, Hordain im Westen sowie Lieu-Saint-Amand im Nordwesten.

## Geschichte
Das Gefecht bei Avesnes-le-Sec fand am 12. September 1793 im ersten Koalitionskrieg zwischen habsburgischen und französischen (republikanischen) Truppen statt. Dabei obsiegten die österreichischen Truppen.

### Bevölkerungsentwicklung
| Jahr                       | 1962 | 1968 | 1975 | 1982 | 1990 | 1999 | 2006 | 2013 | 2020 |
| Einwohner                  | 1663 | 1618 | 1584 | 1486 | 1389 | 1281 | 1335 | 1420 | 1445 |
| Quellen: Cassini und INSEE |      |      |      |      |      |      |      |      |      |

## Sehenswürdigkeiten
- Kirche Saint-Aubert
- Schloss Abbaye Saint-Aubert, seit 1983 Monument historique
- britisch-französischer Soldatenfriedhof
- Wasserturm

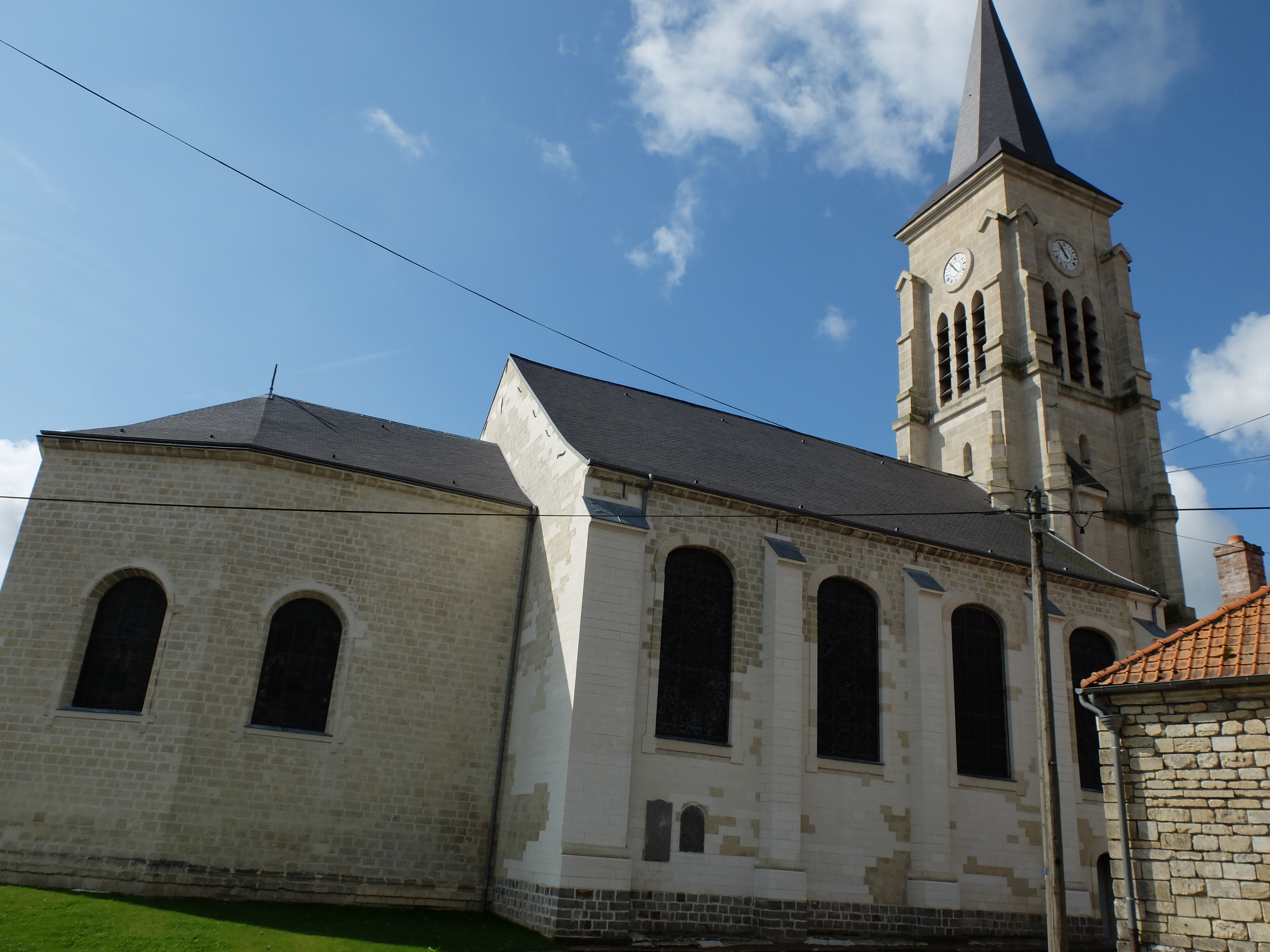
Kirche Saint-Aubert
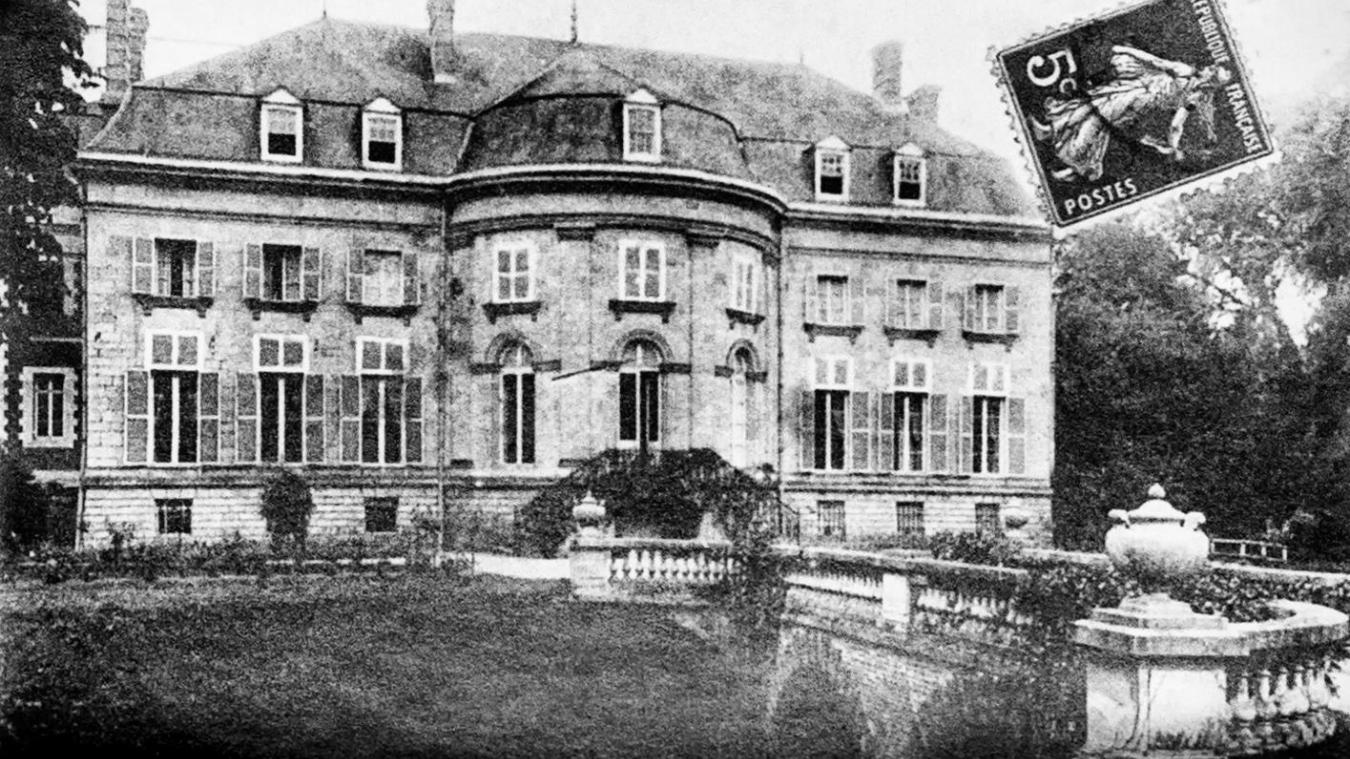
Schloss Abbaye Saint-Aubert um 1900
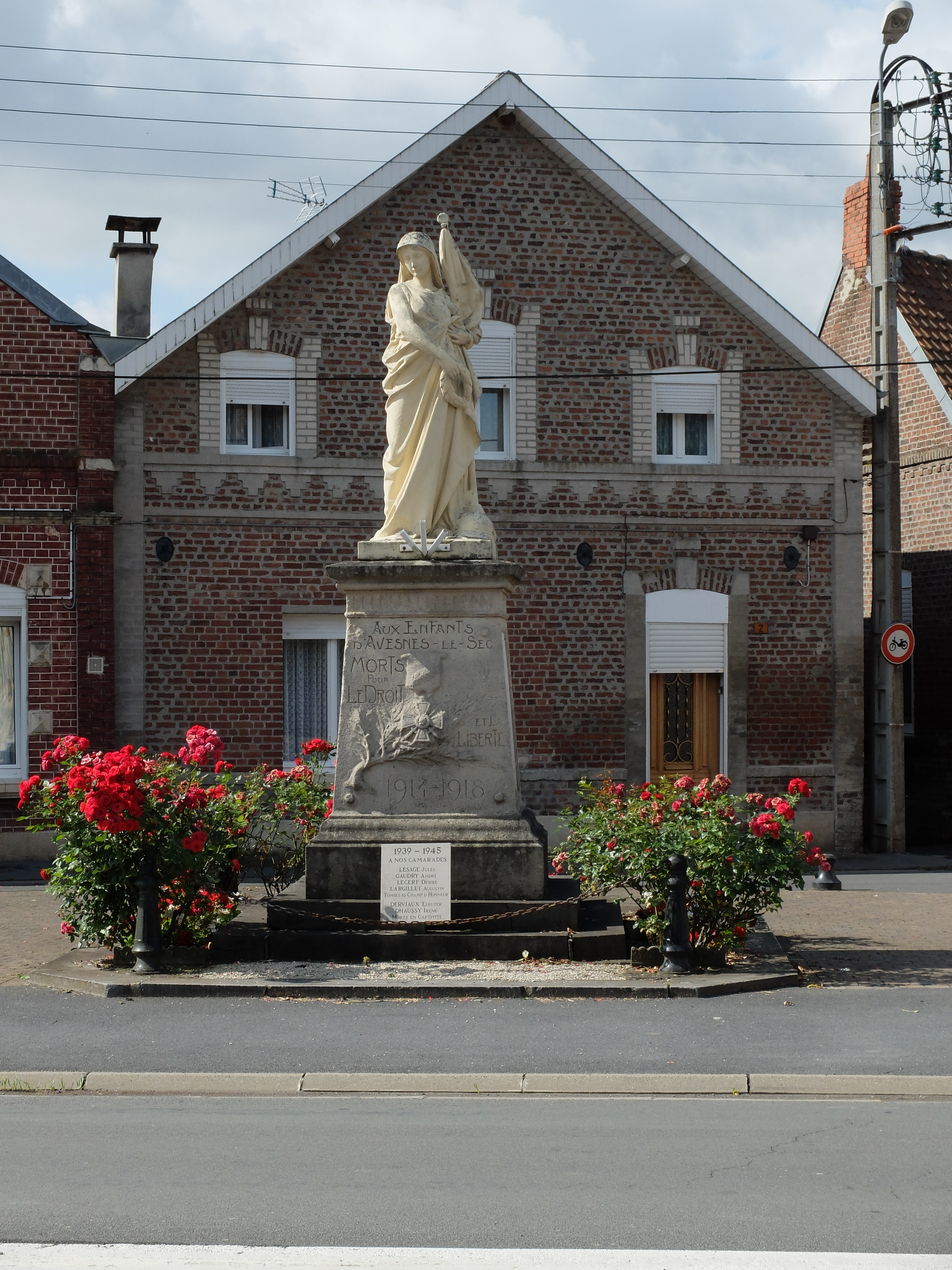
Gefallenendenkmal
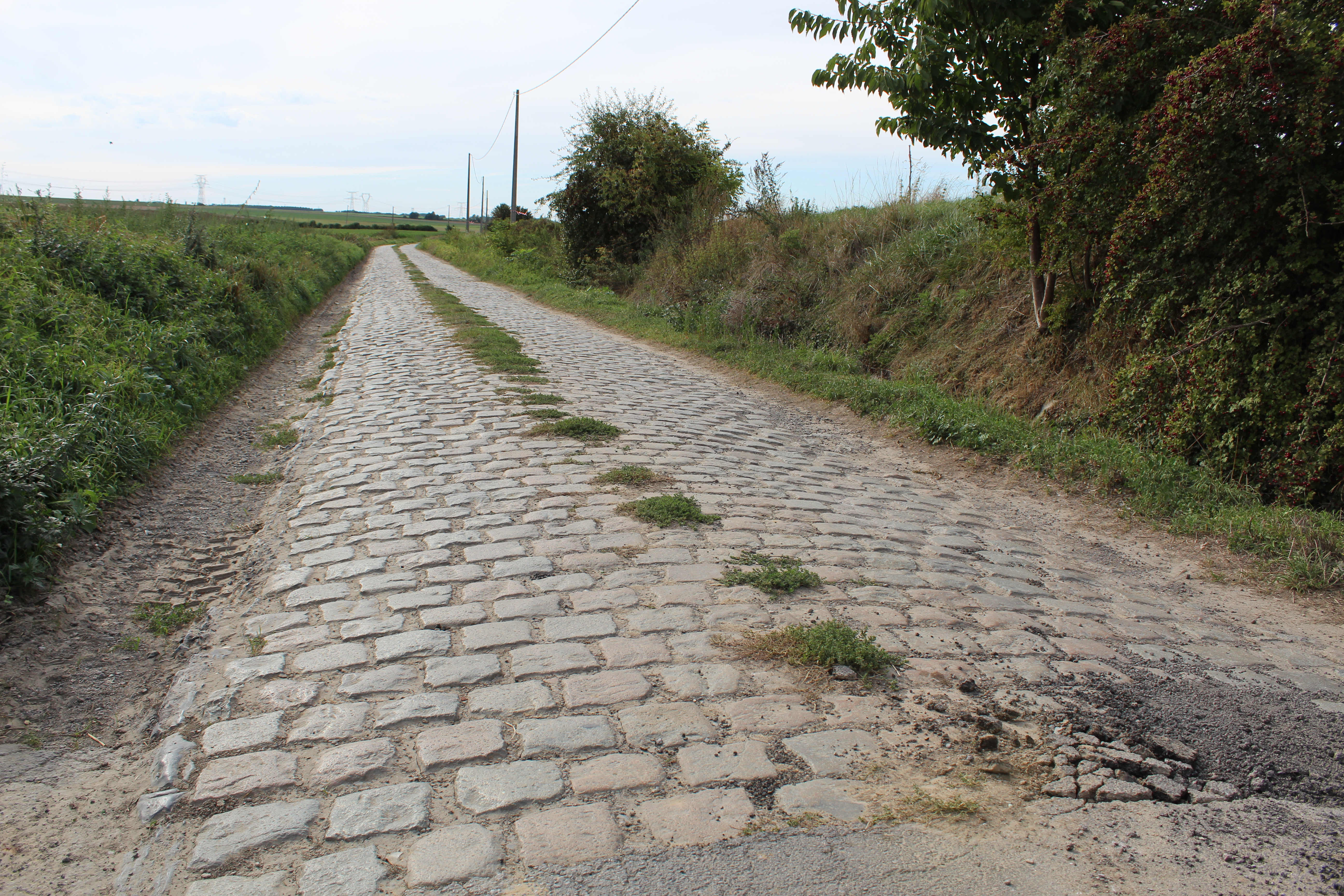
Kopfsteinpflasterstraße bei Avesnes-le-Sec